# Zygfryd Wolniak

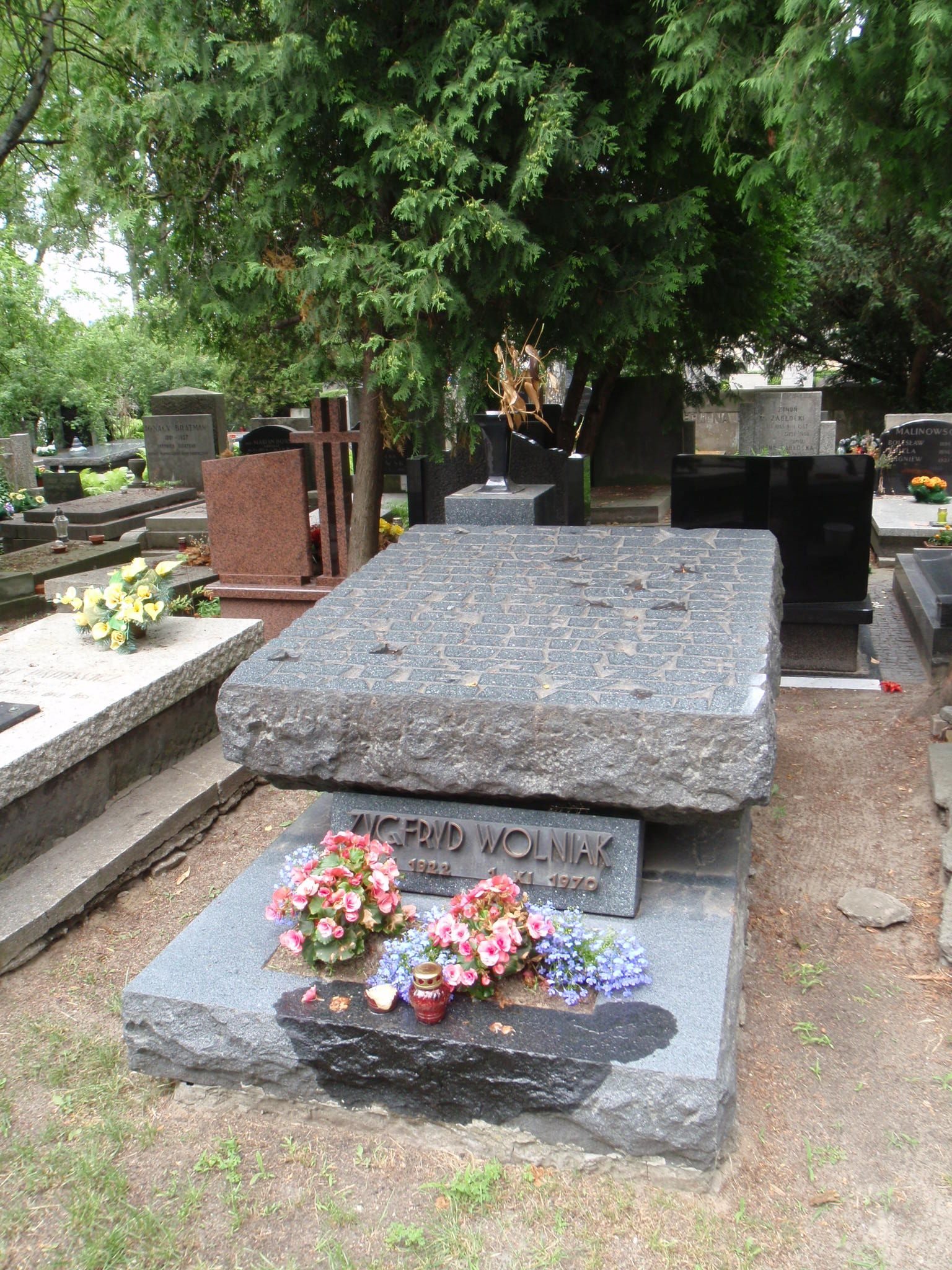
Grób Zygfryda Wolniaka i jego zmarłej w 2021 żony Kazimiery na Cmentarzu Wojskowym na Powązkach w Warszawie

Zygfryd Longin Wolniak (ur. 27 lutego 1922 w Gnaszynie, zm. 1 listopada 1970 w Karaczi) – polski polityk i dyplomata, poseł w Izraelu (1954–1957), ambasador w Kambodży, Birmie (1957–1959) i Kanadzie (1961–1967), w latach 1968–1970 wiceminister spraw zagranicznych.

## Życiorys
Urodził się w Gnaszynie (obecnie dzielnica Częstochowy). Syn Pelagii i Eustachiusza, przed II wojną światową urzędnika w częstochowskim magistracie, a po 1945 przewodniczącego związku zawodowego w kopalni rud żelaza „Barbara” w Dźbowie.
Po ukończeniu w 1938 roku trzyletniej Szkoły Przemysłowej w Częstochowie pracował jako mechanik w manufakturze gnaszyńskiej, a w okresie okupacji w Hucie Blachownia i w biurze gospodarczym Reichsland. Od wczesnych lat działał w szeregach OM TUR, a od lutego 1939 roku w Polskiej Partii Socjalistycznej.
W czasie II wojny światowej był w szeregach konspiracyjnej organizacji Znak. Został aresztowany przez gestapo i osadzony w areszcie w Blachowni.  
Od września 1945 roku z ramienia PPS pracował w samorządzie, był sekretarzem i członkiem Prezydium Powiatowej Rady Narodowej w Częstochowie, później radnym Wojewódzkiej Rady Narodowej w Kielcach.  
W lutym 1946 zdał maturę w Częstochowie i został skierowany do Szkoły Konsularno-Dyplomatycznej w Warszawie, a po jej ukończeniu do pracy w Ministerstwie Spraw Zagranicznych. Od listopada 1946 roku pracował w Departamencie Politycznym Wydziale Amerykańskim. Od marca 1946 roku do 1947 roku był dziesiętnikiem Koła PPS. W okresie od 1947 do grudnia 1948 był przewodniczącym Koła PPS nr 2 przy MSZ. Pełnił funkcje wicekonsula w Konsulacie Generalnym w Montrealu (1949–1950), a następnie II sekretarza i kierownika Wydziału Konsularnego Poselstwa PRL w Ottawie. Od 1952 roku był konsulem i kierownikiem urzędu w Konsulacie Generalnym PRL, a następnie posłem w Tel Awiwie (1954–1957).  
Był przedstawicielem Polski w Międzynarodowej Komisji Nadzoru i Kontroli w Kambodży, ambasadorem w Królestwie Kambodży, następnie ambasadorem PRL w Rangunie i posłem PRL w Królestwie Kambodży (1955 – 1959). 
W latach 1961–1967 sprawował funkcję ambasadora w Kanadzie, a po zakończeniu misji z dniem 1 maja 1967 roku został mianowany dyrektorem generalnym w Ministerstwie Spraw Zagranicznych. Od kwietnia 1968 aż do śmierci był podsekretarzem stanu w MSZ. Zginął 1 listopada 1970 w Karaczi w zamachu na składającego wizytę w Pakistanie przewodniczącego Rady Państwa Mariana Spychalskiego. Zatrzymany w tej sprawie Mohammed Faruz Abdallah, kierowca Pakistańskich Linii Lotniczych, wjechał pojazdem zaopatrzeniowym w szpaler osób witających na płycie lotniska przybywającego Przewodniczącego Rady Państwa, powodując śmierć czterech osób. 
Został pochowany na Cmentarzu Wojskowym na Powązkach (kwatera B 2 Tuje m. 2). Na grobie rodziców na cmentarzu parafialnym w Gnaszynie znajduje się płyta pamiątkowa ku jego pamięci. 
Żonaty, miał córkę i syna.

## Odznaczenia i ordery
- Krzyż Komandorski z Gwiazdą Orderu Odrodzenia Polski – pośmiertnie przyznany przez Radę Państwa
- Order Sztandaru Pracy II klasy (1969)[5]
- Krzyż Komandorski Orderu Odrodzenia Polski (1964)[6]
- Złoty Krzyż Zasługi (1953)[7]
- Medal 10-lecia Polski Ludowej (1955)[8]
- Złoty Medal "Za zasługi w rozwoju przyjaźni i współpracy z CSRS" (Czechosłowacja, 1970)[9]